# 趙善津
趙 善津（ちょう そんじん、조선진、1970年4月18日 - ）は日本の囲碁棋士。韓国出身、日本棋院所属、安藤武夫七段門下、九段。
棋道賞優秀棋士賞受賞。本因坊1期、三星火災杯世界オープン戦準優勝1回。
本因坊10連覇・棋聖4連覇・名人3連覇・大三冠と絶頂期だった趙治勲（現名誉名人）から本因坊を獲得し、趙治勲の時代に最初に風穴を空けた棋士として知られる。

## 経歴
光州広域市に生まれる。養鶏場を営んでいた父親の影響で囲碁を覚え、小学校4年生で碁会所に通いはじめ、韓国の小学生全国大会で優勝し、ソウルに出て、韓国棋院の院生となり囲碁の修行をする。1980年に趙治勲が名人位となったことによる韓国の囲碁ブームに影響され、棋士を志して1982年来日して安藤武夫の内弟子となり、日本棋院院生となる。
1984年入段。藤沢秀行研究会に参加。1986年に留園杯優勝。1989年、IBM早碁オープン戦ベスト8。1991年、兵役のため一時帰国するが免除になり、同年新人王戦、新鋭トーナメント戦優勝。1992年竜星戦ベスト4。1998年九段。
1999年、新参加した本因坊リーグで5勝2敗で、彦坂直人との同率プレーオフを制して挑戦者となり、10連覇中の趙治勲を4-2で降し本因坊位を奪取した。同年の三星火災杯世界オープン戦決勝五番勝負で李昌鎬に0-3で敗れ準優勝。賞金ランキングで自己最高の4位。
2000年、本因坊位を王銘琬に奪われる。棋聖戦Bリーグで4-1で挑戦者決定戦進出、淡路修三を破って挑戦者となるが、2001年の挑戦手合は王立誠に2-4で敗れる。2000、01年、阿含・桐山杯2連覇。2001年天元戦挑戦者決定戦進出。2004年9月に結婚。
通算成績は707勝418敗5ジゴ（2013年まで）。

## 棋戦決勝進出結果
| 棋戦           |
| 三大タイトル   |
| 他七大タイトル |
| 国際タイトル   |
| 他大会         |

|        | 数 | 棋戦               | 期・回 | 対局日         | 相手         |     |
| ------ | -- | ------------------ | ------ | -------------- | ------------ | --- |
| 優勝   | 1  | 新人王戦           | 16期   | 1991年         | 柳時熏四段   | 2-1 |
| 優勝   | 2  | 新鋭トーナメント戦 | 22期   | 1992年3月29日  | 大矢浩一七段 | 1-0 |
| 準優勝 | 1  | 新人王戦           | 20期   | 1995年9月18日  | 三村智保七段 | 0-2 |
| 奪取   | 3  | 本因坊戦           | 54期   | 1999年7月6日   | 趙治勲本因坊 | 4-2 |
| 失冠   | 2  | 本因坊戦           | 55期   | 2000年7月18日  | 王銘宛九段   | 2-4 |
| 優勝   | 4  | 阿含・桐山杯       | 7期    | 2000年10月8日  | 趙治勲九段   | 1-0 |
| 挑戦   | 3  | 棋聖戦             | 25期   | 2001年3月8日   | 王立誠棋聖   | 2-4 |
| 優勝   | 5  | 阿含・桐山杯       | 8期    | 2001年10月8日  | 王立誠九段   | 1-0 |
| 挑戦   | 4  | 天元戦             | 28期   | 2002年11月28日 | 羽根直樹天元 | 0-3 |
| 優勝   | 6  | NECカップ          | 25期   | 2006年3月4日   | 小林覚九段   | 1-0 |
| 準優勝 | 5  | NECカップ          | 27期   | 2008年3月9日   | 河野臨九段   | 0-1 |

## タイトル獲得歴
- 本因坊 1999年
- 阿含・桐山杯全日本早碁オープン戦 2000年、01年
- NECカップ囲碁トーナメント戦 2006年
- 新人王戦 1991年
- 新鋭トーナメント戦 1991年
- 阿含・桐山杯日中決戦 2000年（○周鶴洋）、01年（○劉菁）

### その他の棋歴
国際棋戦
- 三星火災杯世界オープン戦 準優勝 1999年
- 日中囲碁交流
  - 1990年 2-1 李星、○張璇
- 農心辛ラーメン杯世界囲碁最強戦
  - 2000年 1-1（○常昊、×李昌鎬）

国内棋戦
- 棋聖戦挑戦者 2001年
  - 四段戦優勝 1987年、八段戦優勝 1996年、棋聖戦リーグ3期
- 天元戦挑戦者 2002年
- 曙杯プロベスト20 優勝 1988年
- 新鋭棋士・アマ八強オープン戦 優勝 1988年
- 新人王戦 準優勝 1995年
- NECカップ囲碁トーナメント戦 準優勝 2008年
- Over40早碁トーナメント戦 優勝 2015年
- 本因坊戦リーグ12期、名人戦リーグ3期、棋聖戦リーグ3期

### 受賞
- 棋道賞 新人賞 1991年、優秀棋士賞 1999年

### 昇段履歴
- 1984年 初段、二段
- 1985年 三段
- 1986年 四段
- 1988年 五段
- 1989年 六段
- 1992年 七段
- 1994年 八段
- 1998年 九段

## 著作
- 第二十五期棋聖決定七番勝負 激闘譜 読売新聞社 2001年4月 ISBN 4643010126